# 4. Unterseebootsflottille
4. Unterseebootsflottille (4ª Flotilha de Submarinos) foi fundada no mês de Maio de 1941, sendo esta uma flotilha de treinamentos. Foi dissolvida assim que a Segunda Guerra Mundial acabou na Europa.

## Bases
| Maio de 1941 - Maio de 1945 | Stettin |

## Comandantes
| Comandante              | Data                          |
| ----------------------- | ----------------------------- |
| Kptlt. Werner Jacobsen  | Maio de 1941 - Agosto de 1941 |
| Kptlt. Fritz Frauenheim | Julho de 1941                 |
| Fregkpt. Heinz Fischer  | Agosto de 1941 - Maio de 1945 |

## Tipos de U-Boot
Serviram nesta flotilha um os seguintes tipos de U-Boots:
VIIC, VIIC 41, VIIC42, IX, IXC, IXC40, IXD, XB, XIV, XXI e XXIII

## U-Boots
Foram designados ao comando desta Flotilha um total de 280 U-Boots durante a guerra:
| U-37, U-38, U-78, U-118, U-119, U-129, U-130           |
| U-131, U-153, U-154, U-155, U-156, U-157, U-158        |
| U-159, U-160, U-161, U-162, U-163, U-164, U-165        |
| U-166, U-167, U-168, U-169, U-170, U-171, U-172        |
| U-173, U-174, U-175, U-176, U-177, U-178, U-179        |
| U-180, U-181, U-182, U-183, U-184, U-185, U-186        |
| U-187, U-188, U-189, U-190, U-191, U-192, U-193        |
| U-194, U-195, U-196, U-197, U-198, U-199, U-200        |
| U-219, U-220, U-233, U-290, U-317, U-318, U-319        |
| U-320, U-321, U-322, U-323, U-324, U-325, U-326        |
| U-327, U-328, U-351, U-370, U-459, U-460, U-461        |
| U-462, U-463, U-464, U-475, U-487, U-488, U-489        |
| U-490, U-504, U-505, U-506, U-507, U-508, U-509        |
| U-510, U-511, U-512, U-513, U-514, U-515, U-516        |
| U-517, U-518, U-519, U-520, U-521, U-522, U-523        |
| U-524, U-525, U-526, U-527, U-528, U-529, U-530        |
| U-531, U-532, U-533, U-534, U-535, U-536, U-537        |
| U-538, U-539, U-540, U-541, U-542, U-543, U-544        |
| U-545, U-546, U-547, U-548, U-549, U-550, U-579        |
| U-676, U-801, U-802, U-803, U-804, U-805, U-806        |
| U-821, U-822, U-841, U-842, U-843, U-844, U-845        |
| U-846, U-847, U-848, U-849, U-850, U-851, U-852        |
| U-853, U-854, U-855, U-856, U-857, U-858, U-859        |
| U-860, U-861, U-862, U-863, U-864, U-865, U-866        |
| U-867, U-868, U-869, U-870, U-871, U-872, U-873        |
| U-874, U-875, U-876, U-877, U-878, U-879, U-880        |
| U-881, U-883, U-889, U-901, U-925, U-926, U-927        |
| U-928, U-929, U-930, U-1025, U-1221, U-1222, U-1223    |
| U-1234, U-1301, U-1302, U-1303, U-1304, U-1305, U-1306 |
| U-1307, U-1308, U-2321, U-2322, U-2323, U-2324, U-2325 |
| U-2326, U-2336, U-2339, U-2343, U-2346, U-2347, U-2348 |
| U-2349, U-2350, U-2351, U-2352, U-2353, U-2354, U-2355 |
| U-2356, U-2357, U-2358, U-2359, U-2360, U-2361, U-2362 |
| U-2363, U-2364, U-2365, U-2366, U-2367, U-2368, U-2369 |
| U-2371, U-3001, U-3002, U-3003, U-3004, U-3005, U-3006 |
| U-3007, U-3008, U-3009, U-3010, U-3011, U-3012, U-3013 |
| U-3014, U-3015, U-3016, U-3017, U-3018, U-3019, U-3020 |
| U-3021, U-3022, U-3023, U-3024, U-3025, U-3026, U-3027 |
| U-3028, U-3029, U-3030, U-3031, U-3032, U-3033, U-3034 |
| U-3035, U-3037, U-3038, U-3039, U-3040, U-3041, U-3044 |